# Közigazgatási szerződés
A közigazgatási jogban a közigazgatási szerződés egy olyan közigazgatási jogi intézmény, amely a közigazgatási aktusok sajátos fajtája és egyben polgári jogi értelemben vett szerződés.
A közigazgatási szerződés egyik alanya mindig közigazgatási szerv (például államigazgatási szerv vagy helyi önkormányzat), célja pedig mindig közigazgatási feladat ellátása. A közigazgatási szerződések esetében a közigazgatási jog a polgári jogi szerződéstől eltérően többletjogokat és kötelezettségeket határoz meg a szerződés alanyai számára. Azokban az országokban, ahol van közigazgatási bíróság, a közigazgatási szerződésekkel kapcsolatos jogviták eldöntése rendszerint a közigazgatási bíróság hatáskörébe tartozik.

## Története
A közigazgatási szerződés intézménye a francia jogrendszerben alakult ki a 19. század elején. Az angolszász, illetve a német jog csak a 20. század közepétől vette át.
A magyar jog 1945 előtt a közigazgatási szerződést csak a közszállítási szerződés esetében, illetve közjogi személyek megállapodása esetén alkalmazta.
A szocializmus alatt a közjogi személyek között tömegesen jöttek létre megállapodások, ezek azonban csak kisebb részben voltak közigazgatási szerződésnek tekinthetők a közigazgatási jog fogalmai szerint. A rendszerváltás után a közigazgatási szerződés több alkalmazási területen is megjelent a magyar jogban is: így a helyi önkormányzatok egymás közötti megállapodásai, társulásai esetén, az OEP által kötött finanszírozási szerződések formájában, közszolgáltatásokat átruházó szerződésekként, illetve hatósági szerződésekként.